# Sydostleden
Sydostleden – długodystansowy szlak rowerowy przebiegający przez tereny południowej Szwecji (Kronoberg, Blekinge i Skania), w dużej części wzdłuż wybrzeża bałtyckiego.
Szlak rozpoczyna się w Växjö, a kończy w Simrishamn. Ma 274 km długości. Zalecane jest podzielenie go na siedem etapów:
- Växjö – Tingsryd (48,8 km, 271 metrów przewyższenia),
- Tingsryd – Fridafors (28,5 km, 144 metrów przewyższenia),
- Fridafors – Karlshamn (31,2 km, 120 metrów przewyższenia),
- Karlshamn – Sölvesborg (33,1 km, 234 metrów przewyższenia),
- Sölvesborg – Kristianstad (33,2 km, 162 metrów przewyższenia),
- Kristianstad – Brösarp (52,9 km, 241 metrów przewyższenia),
- Brösarp – Simrishamn (50 km, 420 metrów przewyższenia)[1].

Szlak jest prawie wolny od towarzystwa ruchu samochodowego i w 80% pokryty asfaltem. Prowadzi przez atrakcje krajobrazowe, lasy, w pobliżu jezior i rezerwatu biosfery Kristianstad, a także niedaleko wybrzeża morskiego.